# National Professional Soccer League (Sudáfrica)
La National Professional Soccer League (NPSL) fue una liga de fútbol de Sudáfrica que existió de 1971 a 1995.

## Historia
La liga fue creada en 1971 para los equipos compuestos por jugadores de raza negra, idea que persistió hasta 1977, año en que la liga se fusiona con la NFL, la que era liga de jugadores blancos, con lo que fueron incluidos equipos sin discriminación racial, con la condicional de que los equipos provenientes de la NFL debían contar con al menos tres jugadores negros.
En enero de 1985 varios equipos cuestionaron un conflicto de intereses en la liga según varios testimonios de jugadores y directivos por la labor de George Thabe, el entonces presidente de la liga, por lo que 15 de los 16 equipos de la liga se fueron y crearon la NSL.
La liga continuó de manera independiente hasta su desaparición en diciembre de 1995 y algunos de sus equipos pasaron a formar la que hoy se conoce como Primera División de Sudáfrica.

## Lista de Campeones
| Año                              | Campeón                          | Subcampeón                       | Tercer Lugar                     |
| NPSL Castle League (para negros) | NPSL Castle League (para negros) | NPSL Castle League (para negros) | NPSL Castle League (para negros) |
| -------------------------------- | -------------------------------- | -------------------------------- | -------------------------------- |
| 1971                             | Orlando Pirates                  | Kaizer Chiefs                    | Moroka Swallows Big XV           |
| 1972                             | AmaZulu                          |                                  |                                  |
| 1973                             | Orlando Pirates                  |                                  |                                  |
| 1974                             | Kaizer Chiefs                    | Moroka Swallows Ltd.             | Zulu Royals                      |
| 1975                             | Orlando Pirates                  |                                  |                                  |
| 1976                             | Orlando Pirates                  | Kaizer Chiefs                    | Moroka Swallows Ltd.             |
| 1977                             | Kaizer Chiefs                    |                                  |                                  |
| NPSL Castle League               |                                  |                                  |                                  |
| 1978                             | Lusitano                         | Wits University                  | Arcadia Pepsi                    |
| 1979                             | Kaizer Chiefs                    | Arcadia Pepsi                    | Highlands Park                   |
| 1980                             | Highlands Park                   | Kaizer Chiefs                    | Wits University                  |
| 1981                             | Kaizer Chiefs                    | Dion Highlands                   | Arcadia Fluoride                 |
| 1982                             | Durban City                      | Wits University FC               | Kaizer Chiefs                    |
| 1983                             | Durban City                      | Arcadia Fluoride                 | Kaizer Chiefs                    |
| 1984                             | Kaizer Chiefs                    | Moroka Swallows                  | Durban City                      |
| NPSL                             |                                  |                                  |                                  |
| 1985                             | Cancelada                        | Cancelada                        | Cancelada                        |
| 1986                             | Vaal Professionals               |                                  |                                  |
| 1987                             | Vaal Professionals               |                                  |                                  |
| 1988                             | Vaal Professionals               |                                  |                                  |
| 1989                             | Real Sweepers                    |                                  |                                  |
| 1990                             | De Beers                         |                                  |                                  |
| 1991                             | Oriental Spurs                   |                                  |                                  |
| 1992                             | Arcadia Shepherds                |                                  |                                  |
| 1993                             |                                  |                                  |                                  |
| 1994                             |                                  |                                  |                                  |
| 1995                             | Witbank All Stars                |                                  |                                  |

## Títulos por equipo
| Club               | Títulos | Años                         |
| ------------------ | ------- | ---------------------------- |
| Kaizer Chiefs      | 5       | 1974, 1977, 1979, 1981, 1984 |
| Orlando Pirates    | 4       | 1971, 1973, 1975, 1976       |
| Vaal Professionals | 3       | 1986, 1987, 1988             |
| Durban City        | 2       | 1982, 1983                   |
| AmaZulu            | 1       | 1972                         |
| Lusitano           | 1       | 1978                         |
| Highlands Park     | 1       | 1980                         |
| Real Sweepers      | 1       | 1989                         |
| De Beers           | 1       | 1990                         |
| Oriental Spurs     | 1       | 1991                         |
| Arcadia Shepherds  | 1       | 1992                         |
| Witbank All Stars  | 1       | 1995                         |